# Сигорский, Виталий Петрович
Вита́лий Петро́вич Сиго́рский (род. 19 ноября 1922, с. Бубновская Слободка, Черкасская область — 13 августа 2007, Киев) — украинский ученый, педагог, профессор кафедры физической и биомедицинской электроники, доктор технических наук, заслуженный деятель науки и техники Украины, заслуженный профессор Национального технического университета Украины «Киевский политехнический институт имени Игоря Сикорского», ветеран Великой Отечественной войны 1941—1945 годов.

## Биография
Родился Виталий Петрович на Черкащине, в селе Бубновская Слободка Золотоношского района. Там он вырос, там и сегодня его помнят родные и односельчане. Его отец, Петр Сигорский, работал директором завода, а мама, Мария Лысенко, была учительницей начальной школы. Школа стала для мальчика местом, где он провел первые годы жизни, а ходить и читать научился почти одновременно.
В 1939 году Виталий Петрович поступает в Харьковский инженерно-строительный институт. Учиться пришлось недолго: в 1940 году его со второго курса отправляют работать учителем физики и математики в Харьковскую область. Там не хватало в то время учителей из-за начала военных действий против Финляндии. Короткая карьера молодого учителя закончилась в 1941 году с началом Великой Отечественной войны. Он просится в армию, но из-за слабого зрения в действующие части его не берут, а направляют работать сначала директором школы в г. Ялуторовск Тюменской области, а затем в военное летное училище преподавать физику и математику. Так учитель оказался сверстником своих учеников.
После холодных и голодных военных лет Виталий Петрович продолжил образование в Львовском политехническом институте на электротехническом факультете. Студенческая жизнь была далека от стереотипа веселой и беззаботной. Чтобы выучиться и прокормить семью, приходилось работать по ночам. Чрезвычайная работоспособность и целеустремленность дали свои плоды: диплом с отличием, защищенный в 1949 году, доказал способность продолжать учебу в аспирантуре. Через три года, в 1952 году, им была защищена кандидатская диссертация. Далее работа в должности зам. директора по науке Института машиноведения и автоматики АН УССР, годы увлекательной работы над теоретическими основами нового для того времени направления — автоматизации проектирования с использованием ЭВМ. Логичным результатом была блестящая защита докторской диссертации в 1959 г. В 37 лет Виталий Петрович становится самым молодым доктором технических наук в своей научной области. С 1959 г. он работает в Сибирском отделении Академии наук СССР, решение о создании которого было принято в 1957 г. по инициативе академика М. А. Лаврентьева. Виталий Петрович совмещает научную работу в институте автоматики и электрометрии и преподавательскую работу в Новосибирском университете с профсоюзной, являясь председателем профкома СО АН СССР. Тогда строительство первых зданий знаменитого сейчас Академгородка еще только начиналось, и нетронутая тайга уступала место новому центру науки и образования. Свою лепту первопроходца в процесс становления Академгородка внес и Виталий Петрович.

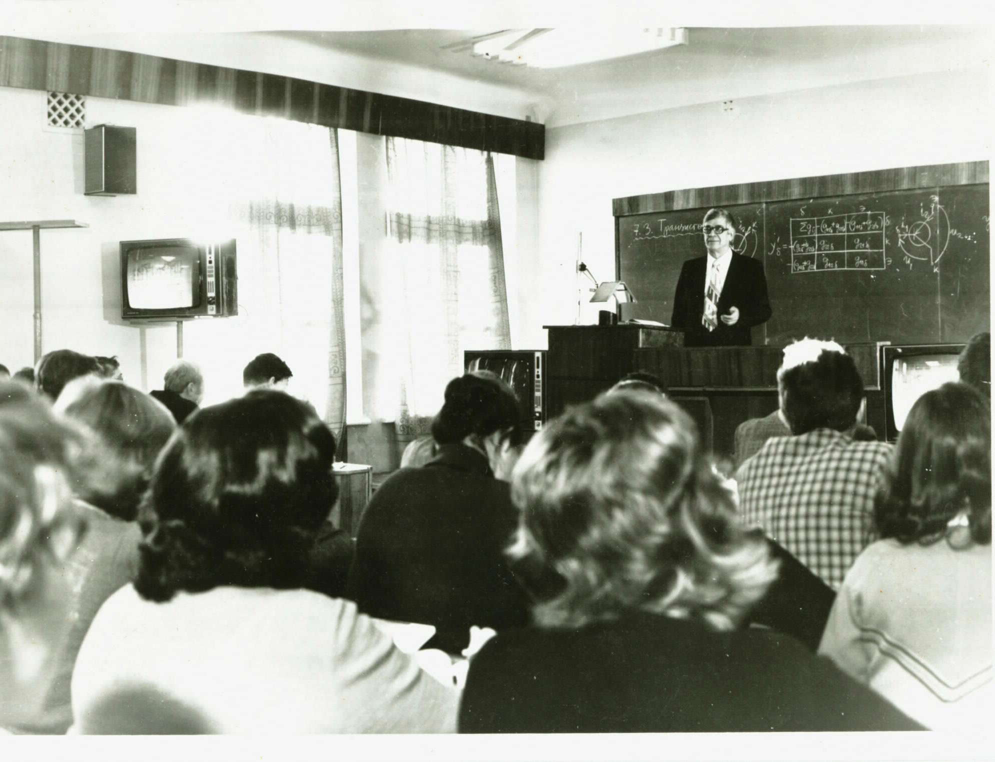
В. П. Сигорский на научном семинаре по моделированию электронных схем

С 1964 года и до последнего дня его жизнь была связана с Киевским политехническим институтом, получившим ныне статус Национального технического университета Украины. С 1964 по 1971 г.г. он заведовал кафедрой промышленной электроники. В 1974 г. Виталий Петрович создал кафедру теоретической электроники, которая сыграла ключевую роль в обеспечении общеинженерной подготовки на факультете электронной техники. Концепция многоступенчатой подготовки инженеров (общеобразовательная, общеинженерная, специальная), разработанная им в начале семидесятых годов прошлого века, позволила обеспечить единый базовый уровень электронного образования студентам всех специальностей факультета в течение 3,5 лет обучения. Много труда вложил Виталий Петрович в методическое обеспечение и организацию учебного процесса. Под его руководством были созданы сбалансированные программы общеинженерных дисциплин, проведено их согласование с общеобразовательными и специальными дисциплинами, оборудованы новые учебные лаборатории, внедрены технические средства обучения для всех видов аудиторных занятий.

## Научная деятельность
За время работы в КПИ Виталием Петровичем была создана научная школа в области теории электронных цепей и автоматизированного проектирования электронных систем. Им разработана матричная теория схем с многополюсными элементами, на основе которой развиты машинные алгоритмы анализа и синтеза электронных схем, являющиеся основой современных систем автоматизированного проектирования. Широко известны идеи Виталия Петровича в области построения многозначных элементов вычислительной техники, новых технических средств отбора и преобразования информации, защищенные несколькими десятками авторских свидетельств и 22 иностранными патентами.
Виталий Петрович Сигорский является основоположником проблемной адаптации САПР как способа повышения эффективности и интеллектуализации систем автоматизированного проектирования.

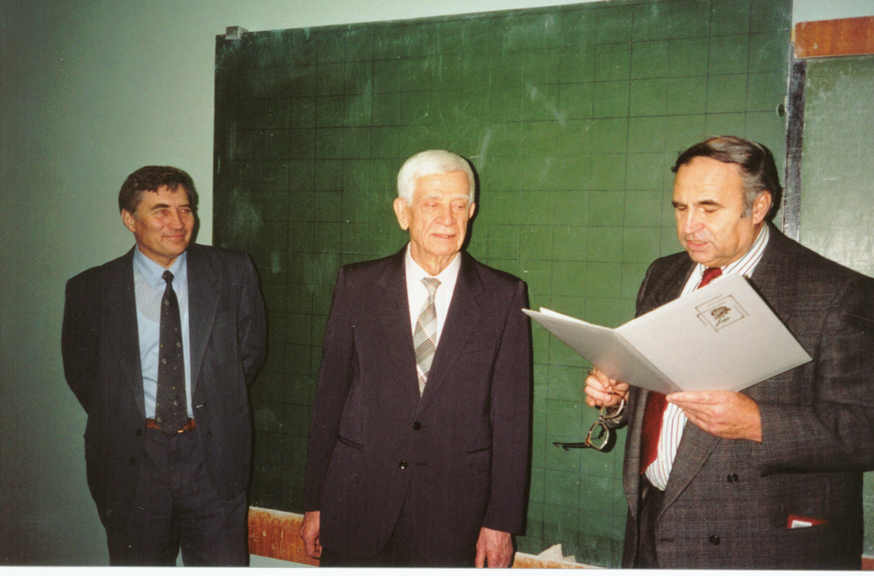
Поздравляют ученики: проф. Виталий Григорьевич Артюхов (слева) и проф. Анатолий Иванович Петренко

Виталий Петрович подготовил 30 кандидатов и 10 докторов технических наук, опубликовал 375 научных трудов, в том числе 24 монографии и учебных пособия, часть которых была издана за рубежом. Среди них «Общая теория четырехполюсника», «Методы анализа электрических схем с многополюсными элементами», «Анализ электронных схем» (вышла переводом в Чехословакии, Польше, Венгрии), «Многозначные элементы дискретной техники», «Алгоритмы анализа электронных схем» (вышла переводом в Соединенных Штатах Америки), «Моделирование электронных схем», «Математический аппарат инженера» (два выпуска этой монографии вышли тиражом в 75 000 экземпляров).
Профессор В. П. Сигорский был основателем и на протяжении 25 лет главным редактором научно-технического сборника «Автоматизация проектирования в электронике», вышло в свет 48 его номеров. Виталий Петрович был организатором и руководителем республиканского семинара по автоматизации проектирования в электронике, имевшего всесоюзную популярность, руководил секцией электронных цепей НТОРЭС им. А. С. Попова.
Уже 40 лет подряд собирает ученых и исследователей международная конференция «Современные проблемы электроники», инициатором которой и бессменным председателем много лет был Виталий Петрович. С 2009 года эта конференция проводится его коллегами под эгидой Института инженеров электротехники и электроники (англ. Institute of Electrical and Electronics Engineers, IEEE) под названием «Электроника и нанотехнологии» (ELNANO).
Профессор В. П. Сигорский награжден орденом Трудового Красного Знамени, медалью «За трудовую доблесть», четырьмя золотыми медалями и Дипломом Почета ВДНХ СССР. Он был лауреатом трех премий Министерства образования: за лучшую научную работу в 1981 и 1987 годах и за достижения в научной и методической работе в 1998 году. Виталию Петровичу также присвоено почетное звание «Заслуженный деятель науки и техники Украины».

## Память
Профессор Виталий Петрович Сигорский похоронен на Байковом кладбище в Киеве. В Национальном техническом университете Украины «Киевский политехнический институт имени Игоря Сикорского» ежегодно в конце ноября проводится открытая студенческая олимпиада по теории электронных цепей «ТЭЦ». Ее организатором выступает кафедра электронной инженерии факультета электроники. Теория электронных цепей входит в учебные планы по подготовке специалистов многих отраслей инженерии, поэтому в олимпиаде традиционно принимают участие студенты целого ряда факультетов и институтов Национального технического университета Украины «Киевский политехнический институт имени Игоря Сикорского» и других университетов. 21 ноября 2019 состоялась уже двенадцатая олимпиада. В университете в честь Виталия Петровича также открыто комнату-музей.

## Избранные работы

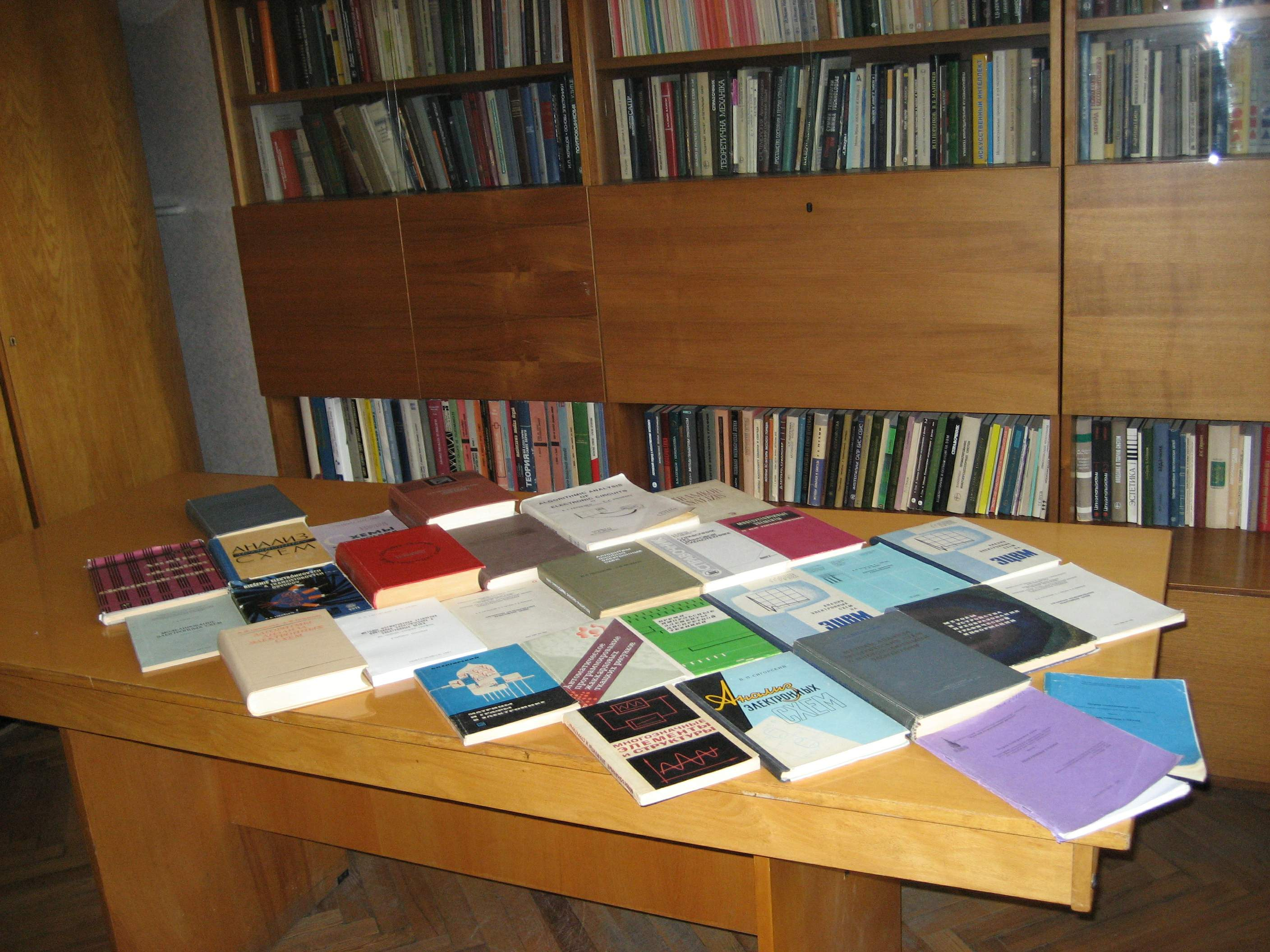
Избранные работы В. П. Сигорского

1. Сигорский В. П. Общая теория четырехполюсника.- К.: Изд-во Академии Наук Украинской ССР, 1955. — 315 с.
2. Сигорский В. П. Методы анализа электрических схем с многополюсными элементами.- К.: Изд-во Академии Наук Украинской ССР, 1958. — 402 с.
3. Сигорский В. П. Анализ электронных схем.- К.: Гос. изд-во техн. литературы, 1960. — 176 с.
4. Сигорский В. П. Анализ электронных схем. — К.: 1963. — 184 с.
5. Sigorskij V.P. Reišenie elektrónkových a tranzistorových obvodov / Z rus. orig. prel. Teodor Petric. — Bratislava: Slovenske vydavatelstvo technickej literatury, 1963. — 221 s.
6. Сигорский В. П. Анализ электронных схем. Изд. 3-е стереотипное. — К.: Гос. Изд-во техн. литературы, 1964. — 199 с.
7. Сигорский В. П. Анализ электронных схем. — К.: Гос. изд-во техн. лит. УССР, 1964. — 216 с.
8. Сигорский В. П., Ситников Л. С., Утяков Л. Л. Схемы со многими устойчивыми состояниями. — Новосибирск: Редакционно-издательский отдел Сибирского отделения АН СССР, 1965. — 142 с.
9. Sigorski W.P. Analiza ukladow elektronicznych.- Warszawa: Wydawnictwa Naukowo-Techniczne, 1965.- 184 s.
10. Szigorszkij V.P. Aramkor Analizis.- Budapest: Muszaki Konyvkiado, 1966. — 212 s.
11. Многозначные элементы и структуры / Под ред. В. П. Сигорского. М.: Советское радио, 1967. — 208 с.
12. Сигорский В. П., Петренко А. И. Основы теории электронных схем. К.: Техніка, 1967. — 610 с.
13. Сигорский В. П. Матрицы и графы в электронике. — М.: Энергия, 1968. — 176 с.
14. Методы и устройства преобразования графической информации/ Под ред. В. П. Сигорского. — К.: Наукова думка, 1968. — 272 с.
15. Сигорский В. П., Петренко А. И. Алгоритмы анализа электронных схем. — К.: Техніка, 1970. — 396 с.
16. Многоустойчивые элементы и их применение / Под ред. В. П. Сигорского. — М.: Советское радио, 1971. — 320 с.
17. Петренко А. И., Сигорский В. П., Слипченко В. Г., Цурин О. Ф. Анализ электронных схем на ЭЦВМ. — Львов: Издательское объединение «Вища школа», 1975. — 195 с.
18. Сигорский В. П. Математический аппарат инженера. — К.: Техніка, 1975. — 768 с.

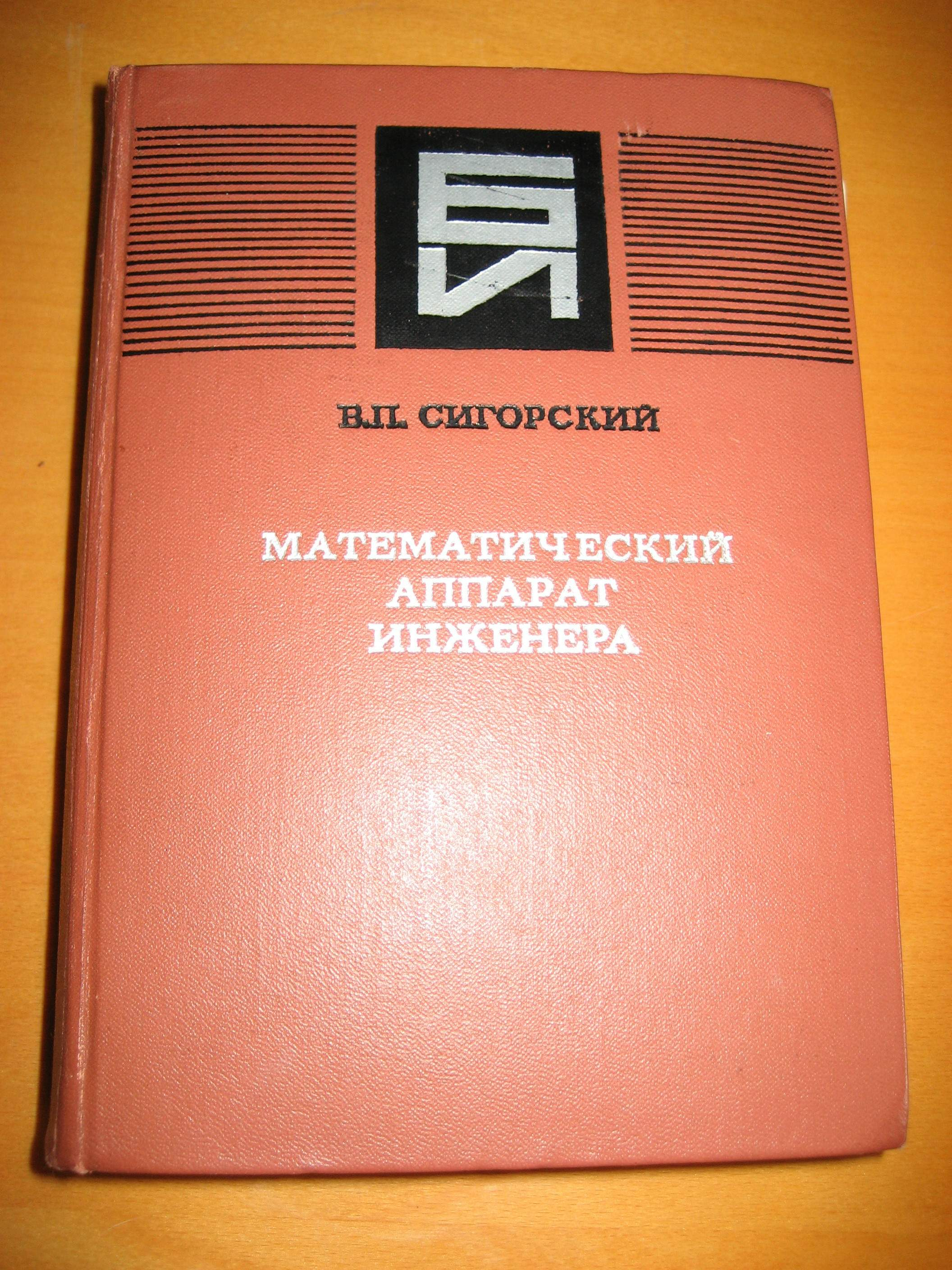
В. П. Сигорский. Математический аппарат инженера

19. Сигорский В. П., Петренко А. И. Алгоритмы анализа электронных схем / Изд. 2-е, перераб. и дополнен. ¬- М.: Советское радио, 1976. — 608 с.
20. Сигорский В. П. Автоматическое программирование жаккардовых ткацких рисунков. — К.: Техніка, 1978. — 192 с.
21. Артюхов В. Г., Денбновецкий С. В., Евсеев Г. Т., Пушняк В. А., Сигорский В. П., Храпак В. И. Времяимпульсные элементы дискретной техники / Под редакцией д-ра техн. наук В. П. Сигорского. — К.: Техніка, 1978. — 224 с.
22. Сигорский В. П. Моделирование электронных схем.- К.: Киевский политехн. ин-т, 1982. — 112 с.
23. Сигорский В. П., Витязь О. А., Минаков В. В. Алгоритмы моделирования резистивных цепей: Учеб. пособие. — К.: УМК ВО, 1988. — 115 с.
24. Petrenko A.I., Sigorsky V.P. Algorithmic analysis of electronic circuits / Translated by C.O. Wilde, Naval Postgraduate School.- Monterey, CA. Edited by S.R. Parker, Rutgers University, NJ.
25. Зубчук В. И., Сигорский В. П., Шкуро А. Н. Справочник по цифровой схемотехнике. — К.: Техніка, 1990. — 448 с.
26. Сигорский В. П., Зубчук В. И., Шкуро А. Н. Элементы цифровой схемотехники: Учебное пособие. — К.: УМК ВО, 1990. — 228 с.
27. Сигорский В. П., Шеин А. Б. Методы формирования уравнений состояния электрических и электронных цепей на основе теории графов: Учеб. пособие / Типография ССМ, Новосибирск, 1997. — 224 с.